# Pseudeuseboides albovittipennis
Pseudeuseboides albovittipennis är en skalbaggsart som först beskrevs av Stefan von Breuning 1968.  Pseudeuseboides albovittipennis ingår i släktet Pseudeuseboides och familjen långhorningar.
Artens utbredningsområde är Laos. Inga underarter finns listade i Catalogue of Life.